# Karabulduk, Keşap
Karabulduk là một thị trấn thuộc huyện Keşap, tỉnh Giresun, Thổ Nhĩ Kỳ. Dân số thời điểm năm 2011 là 1.568 người.